# 伊藤元昭
伊藤 元昭（いとう もとあき、1974年12月27日 - ）は、日本の実業家、俳優、歌手である。三重県桑名市出身。愛称は、モトさん。2016年「君と夏と南の島」「ハートブレイク・ロマンス」CD2枚を発売しメジャーデビューを果たした。

## 人物・経歴
- 1993年 - 日生学園第二高等学校卒業。 在学中はラグビー部に所属していた。
- 1998年 - 愛知県名古屋市中区女子大小路に1店舗目の飲食店をオープン。 その後、数々の事業を展開。
- 2003年 - 株式会社GME（愛知県名古屋市）として法人化。 現在は不動産・健康食品会社・飲食事業を擁するグループ会社会長。 俳優としても活動し多くの作品に出演しており、 会長職就任を機に東京へ進出。
- 2016年 - 「君と夏と南の島」「ハートブレイク・ロマンス」CD2枚を発売しメジャーデビューを果たした。（オクテットレコード・クラウン徳間ミュージック） より発売。

## 出演
- 日本テレビ「好きになった人」（2016年）
- テレビ愛知「千原せいじのバズ☆ドル」（2016年）
- 名古屋テレビ「デルサタ」（2016年）
- 東海テレビ「福田彩乃のハツモノ」（2016年）
- TBS「7時に会いましょう」（2016年）
- 沖縄キャンペーン 琉球放送　琉球朝日放送　沖縄テレビ　FM沖縄
- FM那覇　琉球新報　沖縄タイムス （2016年）
- FM NACK5「GOGOMONZ」ゲスト出演
- テレビ愛知「MOTTOのもっと知りたい！」

### 新聞・雑誌
- 週刊女性（主婦と生活社）
- 日刊スポーツ　映画「一茶」出演　インタビュー記事
- 日刊ゲンダイ「財布の中身」

### 映画
- さよなら夏休み（2010年11月13日）
- 一茶（2017年）

### Vシネマ
- 悪と呼ばれた男（2011年）
- 外道軍団（2011年） - 啓仁会二代目仙波組組員
- 狼たちの掟（2011年） - 梨田組組員
- 極道忠臣蔵（2011年）
- 制覇6（2016年） - クラブの客（金平一家 山口太郎）
- 日本統一19（2016年） - 初代鶴見組若頭 シブサワ
- 哀しき抗争（2017年）